# Big Flame
Big Flame, stylisé bIG fLAME, est un groupe de rock indépendant britannique, originaire de Manchester, en Angleterre. Formé en 1983, le groupe ne dure que trois ans et se sépare en 1986.

## Biographie
À sa formation en 1983, Big Flame s'autoproclame « trio de pop intense et quirky. » Le groupe est composé de Greg O'Keefe (guitare), David Green (batterie) et Alan Brown (basse et chant). Le style de Big Flame est comme pour l'ensemble du label Ron Johnson Records difficile à définir. Les morceaux sont joués vite, la voix est exacerbée, les guitares semblent influencées par le funk. C'est l'un des cinq groupes du label à figurer sur la célèbre compilation C86, avec le titre New Way (Quick Wash and Brush with the Liberation Theology). Un CD regroupant l'ensemble de leurs titres est publié à titre posthume en 1995 sur le label Drag City Records. 
Après la séparation du groupe en 1986, Brown se joint à A Witness à la batterie, tournant au Royaume-Uni et en Europe, et jouant sur plusieurs albums (comme l'EP One Foot in the Groove et les Strange Fruit Double Peel Sessions) et trois sessions DJ John Peel de la BBC Radio One. Il quitte A Witness en 1988 pour former son projet solo Great Leap Forward, pendant que Keeffe se joint à Meatmouth (avec Mark Whittam et Nicholas Blincoe) qui sortira Meatmouth is Murder au label Factory Records, FAC 196. En 2007, Alan Brown se joint à Sarandon à la basse.

## Discographie

### Singles
- 1984 : Sink (Laughing Gun)
- 1985 : Rigour (Ron Johnson Records)
- 1985 : Tough (Ron Johnson Records)
- 1986 : Cubist Pop Manifesto (Ron Johnson Records)
- 1986 : Two Kan Gurus (Ron Johnson Records)
- 1986 : Why popstars Can't Dance (Ron Johnson Records)

### Compilations
- 1984 : The First After Epiphany (Ron Johnson Records)
- 1985 : Rigour 1983-1986 (Drag City Records)